# Klemens Pliem
Klemens Pliem (* 1961) ist ein österreichischer Jazzmusiker (Sopran- und Tenorsaxophon, Flöten).

## Leben und Wirken
Pliem wuchs in einer Künstlerfamilie in Klagenfurt auf; sein Vater ist Musiker, seine Mutter Malerin und auch die drei Geschwister sind im künstlerischen Bereich tätig. Ab 1985 wurde er am Konservatorium Klagenfurt imterrichtet und studierte dann Jazz/Saxophon an der Hochschule für Musik und darstellende Kunst Graz. 1994 erhielt er dort das Diplom mit Auszeichnung. Seitdem ist er als freischaffender Musiker aktiv. Er arbeitete mit Luisa Celentano, SixSax, HelterSkelter, der Big Band Süd und Lee Harper. Mit dem Quartett von Michael Kahr, der Vasilic Nenad Balkan Band, dem Berndt Luef Jazztett Forum Graz und der Jazz Bigband Graz kam es auch zu Alben.
In seinem Hollotrio musizierte Pliem langjährig gemeinsam mit Wolfram Derschmidt und Klemens Marktl (gleichnamiges Debütalbum 2003 bei PAO Records, dem 2006 das Album Golem folgte). 2020 war Holotrio mit dem Programm Weast unterwegs. Pliem gehörte zudem zwischen 1993 und 2014 zu den Small Metal Hornets von Christoph Wundrak mit dem Bassklarinettisten sowie Saxophonkollegen Joe Harpf, die gelegentlich, etwa auf dem Album Fusionierter Zwiefacher (Extraplatte, 2006), um den Gast Wolfram Dix am Schlagwerk verstärkt wurde. Er ist auch auf Aufnahmen von Mark Murphy, Art Farmer, Phillip Weiss, Paul Zauner und Gregory Porter zu hören.